# Elegia spathacea
Elegia spathacea är en gräsväxtart som beskrevs av Maxwell Tylden Masters. Elegia spathacea ingår i släktet Elegia och familjen Restionaceae. Inga underarter finns listade i Catalogue of Life.